# 乌兰伊斯拉姆普尔
乌兰伊斯拉姆普尔（Uran Islampur），是印度马哈拉施特拉邦桑利縣的一个城镇。总人口58330（2001年）。

## 人口
该地2001年总人口58330人，其中男性30228人，女性28102人；0—6岁人口6847人，其中男3707人，女3140人；识字率74.84%，其中男性为80.43%，女性为68.83%。